# Luiz Carlos
Luiz Carlos Guarnieri (ur. 13 sierpnia 1971) – brazylijski piłkarz występujący na pozycji obrońcy.

## Kariera klubowa
Od 1995 do 1997 roku występował w klubie Kyoto Purple Sanga.